# Пьер (коммуна)
Пьер (фр. Pierres) — коммуна во Франции, находится в регионе Нижняя Нормандия. Департамент коммуны — Кальвадос. Входит в состав кантона Васси. Округ коммуны — Вир.
Код INSEE коммуны — 14503.

## Население
Население коммуны на 2010 год составляло 197 человек.
| 1962 | 1968 | 1975 | 1982 | 1990 | 1999 | 2010 |
| ---- | ---- | ---- | ---- | ---- | ---- | ---- |
| 299  | 280  | 224  | 216  | 208  | 199  | 197  |

## Экономика
В 2010 году среди 122 человек трудоспособного возраста (15—64 лет) 107 были экономически активными, 15 — неактивными (показатель активности — 87,7 %, в 1999 году было 78,5 %). Из 107 активных жителей работали 101 человек (57 мужчин и 44 женщины), безработных было 6 (3 мужчин и 3 женщины). Среди 15 неактивных 5 человек были учениками или студентами, 7 — пенсионерами, 3 были неактивными по другим причинам.